# يو إف سي 121
يو إف سي 121: ليسنر ضد فيلاسكيز (بالإنجليزية: UFC 121: Lesnar vs. Velasquez)‏ هو حدث لفنون القتال المختلطة نظمته يو إف سي، أُقيم في 23 أكتوبر 2010، على هوندا سنتر في آناهايم، كاليفورنيا، الولايات المتحدة.